# Liste des édifices labellisés « Patrimoine du XXe siècle » du Cher
Cet article recense les monuments historiques protégé au titre du Patrimoine du XXe siècle du département du Cher, en France.

## Statistiques
Au 31 décembre 2010, le Cher comptent 1 immeuble protégé du patrimoine du XXe siècle.

## Liste
| Monument                                                 | Commune | Adresse                      | Coordonnées                      | Notice         | Protection         | Date | Illustration               |
| -------------------------------------------------------- | ------- | ---------------------------- | -------------------------------- | -------------- | ------------------ | ---- | -------------------------- |
| Chapelle Saint-Paul de Bourges                           | Bourges | avenue de Lattre de Tassigny | 47° 06′ 02″ nord, 2° 24′ 56″ est |                |                    | 2016 | Image manquante Téléverser |
| Jardin public dit jardin de l'abbaye ou square Beaufrère | Vierzon | place de l'Hôtel de Ville    | 47° 13′ 18″ nord, 2° 04′ 11″ est | « IA18000624 » | inventaire général | 1929 | Image manquante Téléverser |